# Hanswurst

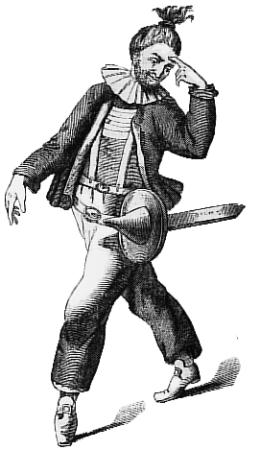
Stranitzky som Hanswurst

Hanswurst är en gammal grotesk-komisk tysk teaterfigur som har sina rötter i medeltidsnarren och det engelska renässansdramats clowntyper.
Hanswurst förekom första gången 1519 i en nedertysk bearbetning av Sebastian Brants "Narrenschiff". Han nyttjades sedan i ett fastlagsspel från 1553 och i ett skådespel från 1573, men fick först under 1600-talet en särpräglad konventionell karaktär. Hanswurst blev i tysk teater representanten för galna streck, narraktighet och grovkornig kvickhet, liksom "Pickelhäring" i Holland, "Jean Potage" i Frankrike, "signor Maccaroni" i Italien och "Jack Pudding" i England. I början figurerade Hanswurst bara i det lägre folkdramat, men under 1700-talet utvecklade flera framstående konstnärer, som Joseph Anton Stranitzky(de) och Gottfried Prehauser, denna typ konstnärligt för den tyska folkhumorn.
Så småningom försvann emellertid intresset för figuren Hanswurst, då hans skämt blev alltmer plumpa. Författaren Johann Christoph Gottsched och skådespelerskan Friederike Caroline Neuber, vilka arbetade för det fransk-klassiska dramats införande i Tyskland, förvisade Hanswurst från de bättre tyska skådeplatserna. 
Flera teaterfigurer besläktade med Hanswurst (till exempel Kasper) har senare skapats.